# マルヤマン
マルヤマンは2009年に札幌市円山動物園の職員によって生み出されたマスコットキャラクターである。

## 概要
2009年4月動物園内の看板に「マルヤマン」が描かれ始めたことに端を発する。「マルヤマン」誕生後まもなく下記に記すキャラクター商品が発売されるようになる。また、着ぐるみができたことで、口コミやマスコミでの露出で一気に札幌市内を中心に人気キャラとなる。マルヤマンのテーマに合わせて踊るシーク・イン体操普及の目的で、幼稚園やショッピングモール、さっぽろ雪まつり会場、YOSAKOIソーラン祭りの会場など多くのイベントに出向いている。

## キャラクター設定
- 希少動物繁殖にいそしみ、動物のこと、動物を取り巻く環境のことを、皆に知ってもらおうとする飼育員である。
- 普通の飼育員さんと違うところは、歌や踊りが好きで（本人は無口だけど）子供達を中心に多くの人に、楽しく、そのことを伝えることが得意。
- 札幌市円山動物園から出てきたけど、円山動物園の飼育員代表、または理想像といった限定したキャラクターではない。むしろ、世界中で活躍でき、世界中で生物多様性の重要性をメッセージできる飼育員のイメージキャラクターである。

### プロフィール
- 本名 円谷満（つぶらやみつる）
- 年齢 50歳
- 生年月日 5月5日
- 職業 円山動物園の飼育員
- 特技 動物の観察なら誰にも負けない

## キャラクター商品
Tシャツ、ストラップ、他マルヤマングッズは円山動物園内や新千歳空港などの北海道内お土産ショップで販売されている。

### CD、DVDリリース
エイベックスから発売されている。
- 2010年2月17日 「マルヤマンのテーマ」
- 2010年7月21日 「マルヤマンと遊ぼう。シーク・イン！体操。」